# Wright (Wyoming)
Pour les articles homonymes, voir Wright.
La ville de Wright est située dans le comté de Campbell, dans l’État du Wyoming, aux États-Unis. Lors du recensement de 2010, elle comptait 1 807 habitants.

## Source
- (en) Cet article est partiellement ou en totalité issu de l’article de Wikipédia en anglais intitulé « Wright, Wyoming » (voir la liste des auteurs).